# Johann Leisentrit
Johann Leisentrit, o Johannes Leisentrit (Olmütz, 1527 – Bautzen, 24 novembre 1586), è stato un presbitero tedesco.
Di fede cattolica, fu decano del capitolo del duomo di San Pietro a Bautzen e amministratore della diocesi di Meißen nel territorio della Lusazia.

## Biografia
Leisentrit proveniva da una famiglia cattolica di artigiani, studiò a Cracovia teologia e nel marzo del 1549 ricevette l'ordine sacerdotale. Nel 1551 divenne canonico e nel 1559 fu proposto come decano della collegiata del duomo di Bautzen. Prima che la diocesi di 1559 divenisse definitivamente evangelica, il vescovo Johann IX von Haugwitz lo nominò Commissario generale della Lusazia e fu confermato in questo incarico dall'imperatore Ferdinando I. Leisentrit fu di conseguenza competente per entrambe le confessioni religiose (luterana e cattolica). Nel 1567 ebbe il riconoscimento pontificio di Amministratore di diocesi.

## Attività e importanza

### Politica ecclesiastica
Grazie alla sua intelligente politica religiosa e alla sua pastorale orientata al pragmatismo riuscì ad ottenere che nel territorio rimanessero una parte di parrocchie cattoliche e che le abbazie femminili cistercensi di St. Marienstern e  di St. Marienthal, come quella delle maddalenine di Lauban, non subissero la secolarizzazione.
Mentre il suo diritto di visita all'abbazia di Lauban era indiscutibile, dovette sopportare riguardo alla sovrintendenza sulle cistercensi della Lusazia molteplici controversie con I generali dell'Ordine, con l'arcidiocesi di Praga e con la corte imperiale. Leisentrit trovò il riconoscimento quale autorità ecclesiastica solo nell'Oberlausitz dove, come decano di Bautzen, aveva in pugno i ceti locali.
I ceti del Niederlausitz respingevano al contrario tutti i tentativi d'influenza sulle loro Chiese protestanti da parte di un nemico cattolico.
Il suo tentativo d'introdurre la madrelingua nell'amministrazione dei sacramenti e nella Santa Messa (il cosiddetto Deutsches Hochamt) fallì contro le decisioni del Concilio di Trento. I suoi sforzi per la creazione di una diocesi della Lusazia rimasero parimenti senza successo. Da parte dell'imperatore ricevette poco sostegno ai suoi sforzi di garantire la sicurezza del cattolicesimo nella Lusazia.
Leisentrit aveva ricevuto una formazione umanistica ed egli cercò anche di elevare quella dei chierici a lui sottomessi. A questo scopo creò una biblioteca per il capitolo di Bautzen. Per la funzione sacerdotale trovò possibilità di studio nelle scuole dei gesuiti a Praga e Olmütz a giovani cattolici provenienti dalle terre delle abbazie, tra cui anche sorbi.
Il decano di Dekan era in contatto con molte eminenti personalità della vita spirituale e politica delle terre boeme, tra i quali l'arcivescovo di Praga Antonín Brus z Mohelnice. Ma egli curò anche buoni rapporti con personalità protestanti dell'Oberlausitz, come, per esempio, il borgomastro di Görlitz e matematico Bartolomeo Sculteto.
Leisentrit redasse numerosi scritti per il clero parrocchiale che riguardavano la cura delle anime.

### Canti religiosi
Tra le opere di Leisentrit emergono i testi canori del 1567 Geistliche Lieder und Psalmen der Alten Apostolischer recht und warglaubiger Christlicher Kirchen. Questo, la più grossa e più bella raccolta di canti religiosi della Controriforma,  diffusa in tutta la Germania, contiene 250 canti con 181 melodie, tra cui alcuni anche di fonte protestante e circa 70 originali che devono provenire direttamente dalla penna di Leisentrit.

## Opere
- Forma germanico idiomate baptisandi infantes, secundum catholicae ... Ecclesiae ritum cum explicatione Caeremoniarum, quae circa Baptismum fiunt. Budissinae (Bautzen) [1564].
- Geistliche Lieder vnd Psalmen, der alten Apostolischer recht vnd warglaubiger Christlicher Kirchen .... Budissin [1567]. Faksimile-Ausgabe unter dem Titel: Gesangbuch von 1567. Kassel: Bärenreiter / Leipzig: St. Benno 1966. ISBN 3-7618-0091-6
- Cursus piarum quarundam, vereque evangelicarum precum, quibus per totius Anni circulum omnes Christiani pie vivere volentes, singulos dies salutiferè auspicari, transigere, ... debeant. Budissinae 1571.
- Catholisch Pfarbuch oder Form und Weise, wie die catholischen Seelsorger in Ober und Niderlausitz ... ihre Krancken ... besüchen, ... zur ... Büß, und ... entpfahung des Heiligen Sacrament des Altars ... vermanen, ... in todtes nöten ... trösten; mit nachfolgung einer Catholischen Protestation wider alle Ketzereyen... Köln 1578.
- Catholisch Gesangbuch, voller geistlicher Lieder und Psalmen ... so ... mögen ... gesungen werden ... (2 Teile) Budissin 1584.